# Interkulturella kunskapscentret
Interkulturella kunskapscentret (IKC), grundat 1968 av Lajos Szecsi under namnet Invandrarnas kulturcentrum, är en ideell organisation vars målsättning är att främja interkulturella relationer, integration och inkludering av personer med olika etnisk och kulturell bakgrund i samhället. Under perioden 1986–2018 samarbetade en del av IKC med Studieförbundet Vuxenskolan. År 1994 bytte organisationen namn till Internationellt KulturCentrum. 2018 lade vuxenskolan i Stockholm ned sin avdelning SV-IKC. En del av de föreningar som tillhörde den nedlagda avdelningen SV-IKC bildade en egen förening IKC - Interkulturella Kunskapscentret för att behålla en kontinuitet i en verksamhet som har pågått under ca 50 år

## Organisationsstruktur
SV-IKC bestod av kulturföreningar med medlemmar från olika länder. Det fanns ett åttio tiotal föreningar som hade studiecirklar och kulturarrangemang. Avdelningen hade även öppna evenemang och studiecirklar för allmänheten.
De föreningar som identifierar sig med IKC, mellan 1968 och 1986 Invandrarnas kulturcentrum, mellan 1986 och 1994 Invandrarnas Kulturcentrum i samarbete med SV, mellan 1994 och 2018 SV-IKC Internationellt KulturCentrum och efter 2019 Interkulturella KunskapsCentret, har sedan över 50 år bedrivit kulturell verksamhet med och för etniska minoriteter och för personer med intresse för olika länder och kulturer. Studiecirklar är basen i verksamheten och utbudet är ämnesmässigt mycket brett, då man samarbetar med många andra föreningar och organisationer. 
Förutom cirklar anordnar IKC många kulturarrangemang i egen regi eller i samarbete med invandrarföreningar, museer och andra organisationer. IKC "prioriterar verksamhet som ger möjlighet för personer med annan etnisk bakgrund att utveckla sin skaparförmåga, att fördjupa sina språk- och historiekunskaper samt att öka möjligheterna att därmed förbättra den egna livskvaliteten. IKC bereder även samma personer plats som cirkel- och kursledare. 
Interkulturella KunskapsCentret har studie- och kontorslokaler i Vårbergs Centrum  (Vårbergsplan 27  127 43 Skärholmen).